# St. Laurentius und Mauritius (Ainring)

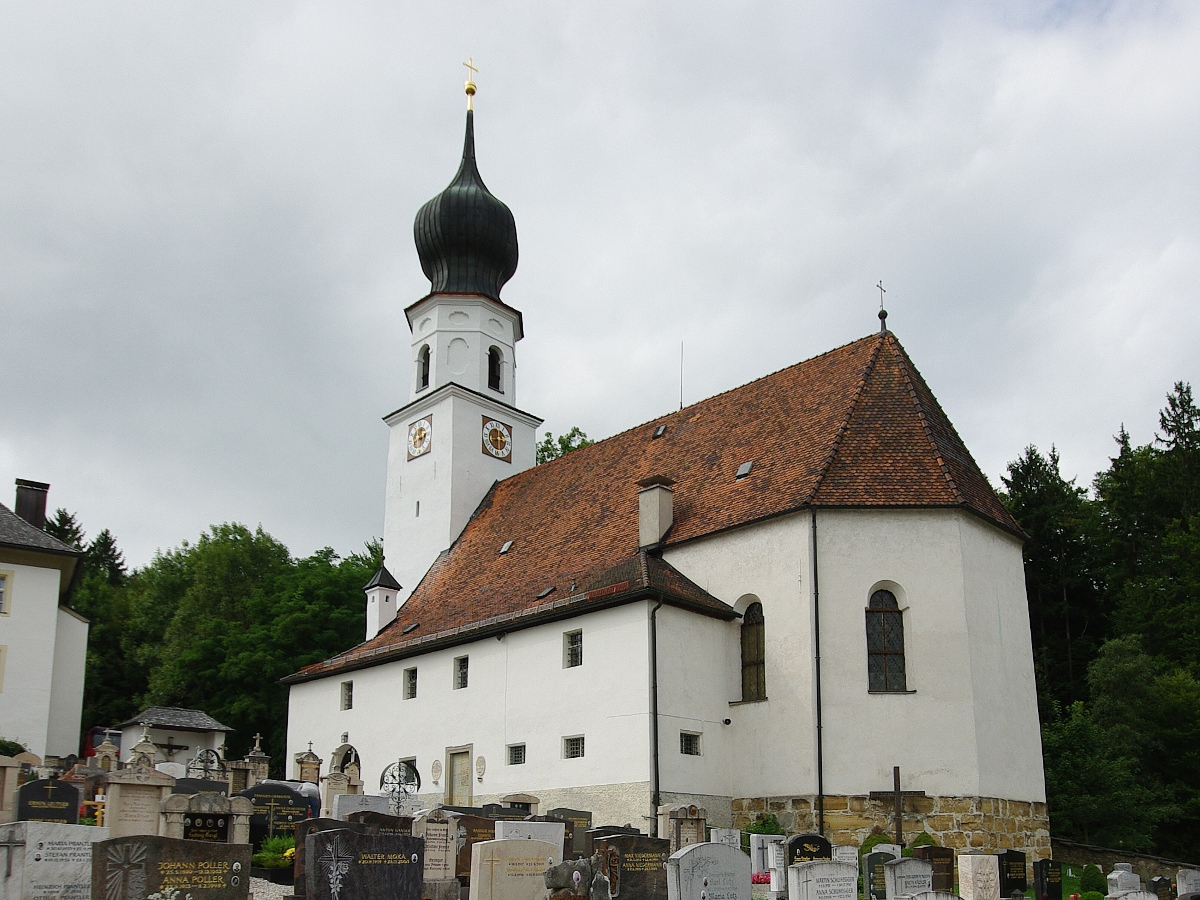
St. Laurentius und Mauritius in Ainring

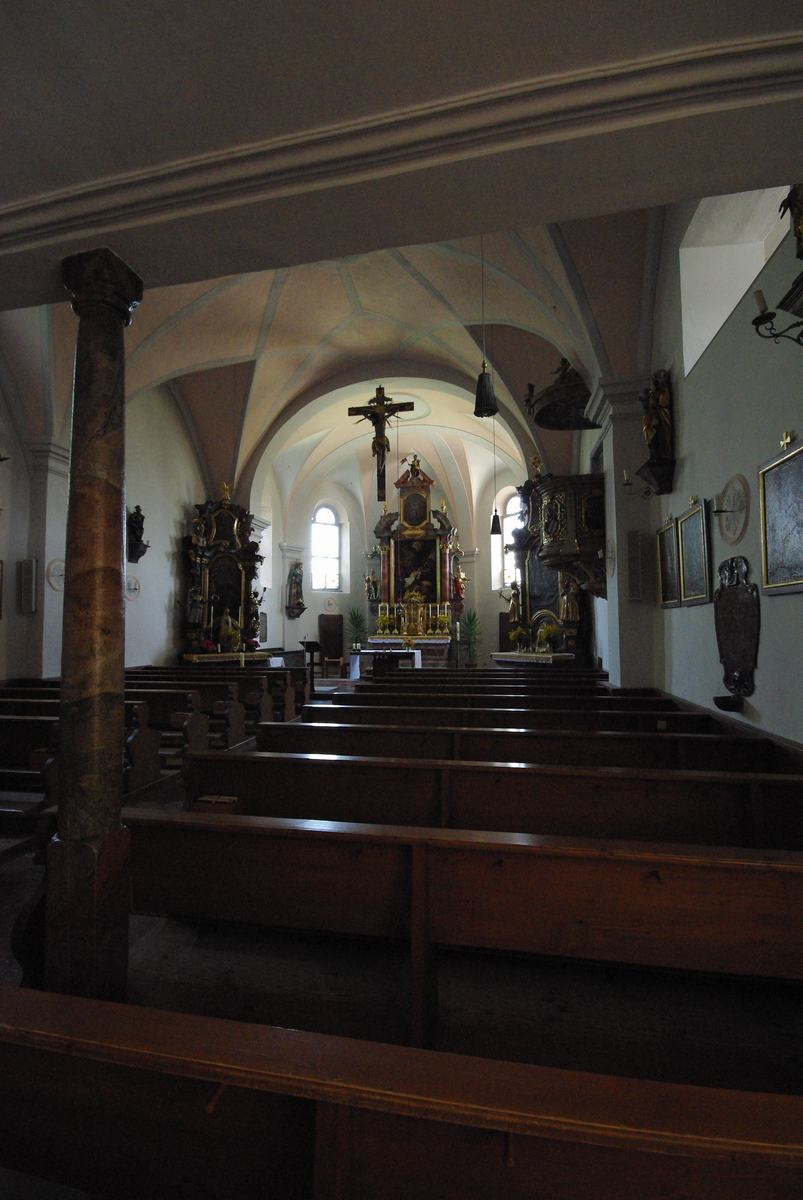
Innenansicht

Die römisch-katholische Pfarrkirche St. Laurentius und Mauritius steht in Ainring, einer Gemeinde im oberbayerischen Landkreis Berchtesgadener Land. Das Bauwerk ist als Baudenkmal unter der Nr. D-1-72-111-3 eingetragen. Die Kirche gehört zum Erzbistum München und Freising.

## Beschreibung
Die im Kern spätgotische Saalkirche wurde 1735/36 barock umgestaltet. Sie besteht aus einem Langhaus, einem dreiseitig geschlossenen Chor im Osten, der bei der Umgestaltung verlängert wurde, und einem Kirchturm auf quadratischem Grundriss im Westen, dessen oberstes Geschoss die Turmuhr beherbergt. Er wurde 1729 mit einem achteckigen Geschoss aufgestockt, das den Glockenstuhl mit vier Kirchenglocken beherbergt, und mit einer Zwiebelhaube bedeckt. Die Brüstung der um 1735 gebauten Kanzel ist mit Bandelwerk verziert.
Der 1712 aufgestellte Hochaltar wird von den Statuen der Barbara von Nikomedien und der Katharina von Alexandrien flankiert. Das Altarretabel ist mit einem Bilderrahmen ausgestattet, um die Gemälde wechseln zu können. Der südliche Seitenaltar wird von den Statuen des Antonius von Padua und des Franz von Assisi flankiert, der nördliche von denen des Isidoros von Chios und der Notburga von Rattenberg. Die Altarretabel der werden Peter Paul Perwanger zugeschrieben. Die Orgel wurde 1983 von Friedrich Mertel jun. gebaut.